# Легкоатлетический кросс
Легкоатлетический кросс (от англ. cross country race, cross country running), также бег по пересечённой местности — одна из дисциплин лёгкой атлетики.
Трасса бега (кросса) не имеет жёсткой международной стандартизации. Обычно трасса проходит по пересечённой местности в лесной зоне или на открытом пространстве. В качестве покрытия может выступать травяное или земляное покрытия. Трасса дистанции должна быть ограждена яркими лентами с двух сторон, для отделения спортсменов от зрителей. На крупных международных соревнованиях вдоль лент дополнительно устраивают коридор шириной один метр и более. В этом промежутке располагаются организаторы соревнований, тренеры, фотографы и журналисты. Соревнования обычно проводятся осенью и зимой. Бег (кросс) может проходить в суровых погодных условиях (дождь, ветер, мокрый снег).
Длина трассы обычно составляет 3—12 километров. На старте всех участников располагают в линию или дугу. На расстоянии 50 метров от линии старта судья с помощью выстрела стартового пистолета даёт старт забега. Если произошло столкновение бегунов или массовое падение на первых 100 метрах дистанции, то организаторы обязаны остановить забег и дать старт повторно.
Согласно ИААФ, «сезон соревнований по кроссу обычно проходит в зимние месяцы после окончания основного легкоатлетического сезона».

## История
Родиной кросса является Англия. История бега по пересечённой местности началась с игры «заяц и собаки». Суть игры состояла в том, что один бегун или группа бегунов бежала и бросала на землю кусочки бумаги, а вторая группа должна была бежать за ними по следу от разбросанной бумаги. Первые официальные соревнования по кроссу состоялись в школе по регби в 1837 году. Национальные первенства стали проходить с 1876 года. На первый чемпионат вышло 32 бегуна, но позже забег признали недействительным.
В качестве официальной дисциплины кросс проводился на олимпийских играх 1904, 1912, 1920 и 1924 годов. Наиболее известным бегуном того времени был Пааво Нурми, который выиграл четыре золотые олимпийские медали из девяти именно в кроссе.